# Latovo
Latovo (en macédonien Латово) est un village de l'ouest de la Macédoine du Nord, situé dans la municipalité de Makedonski Brod. Le village comptait 85 habitants en 2002.

## Démographie
Lors du recensement de 2002, le village comptait :
- Macédoniens : 85